# Einhaus
Einhaus település Németországban, Schleswig-Holstein tartományban. Lakosainak száma 438 fő (2023. december 31.).

## Népesség
A település népességének változása:
| Lakosok száma | 250  | 371  | 402  | 412  | 424  | 438  | 438  |
|               | 1975 | 2014 | 2017 | 2019 | 2021 | 2022 | 2023 |